# Lophopappus
Lophopappus é um género botânico pertencente à família Asteraceae.